# Bisdom Chiang Mai

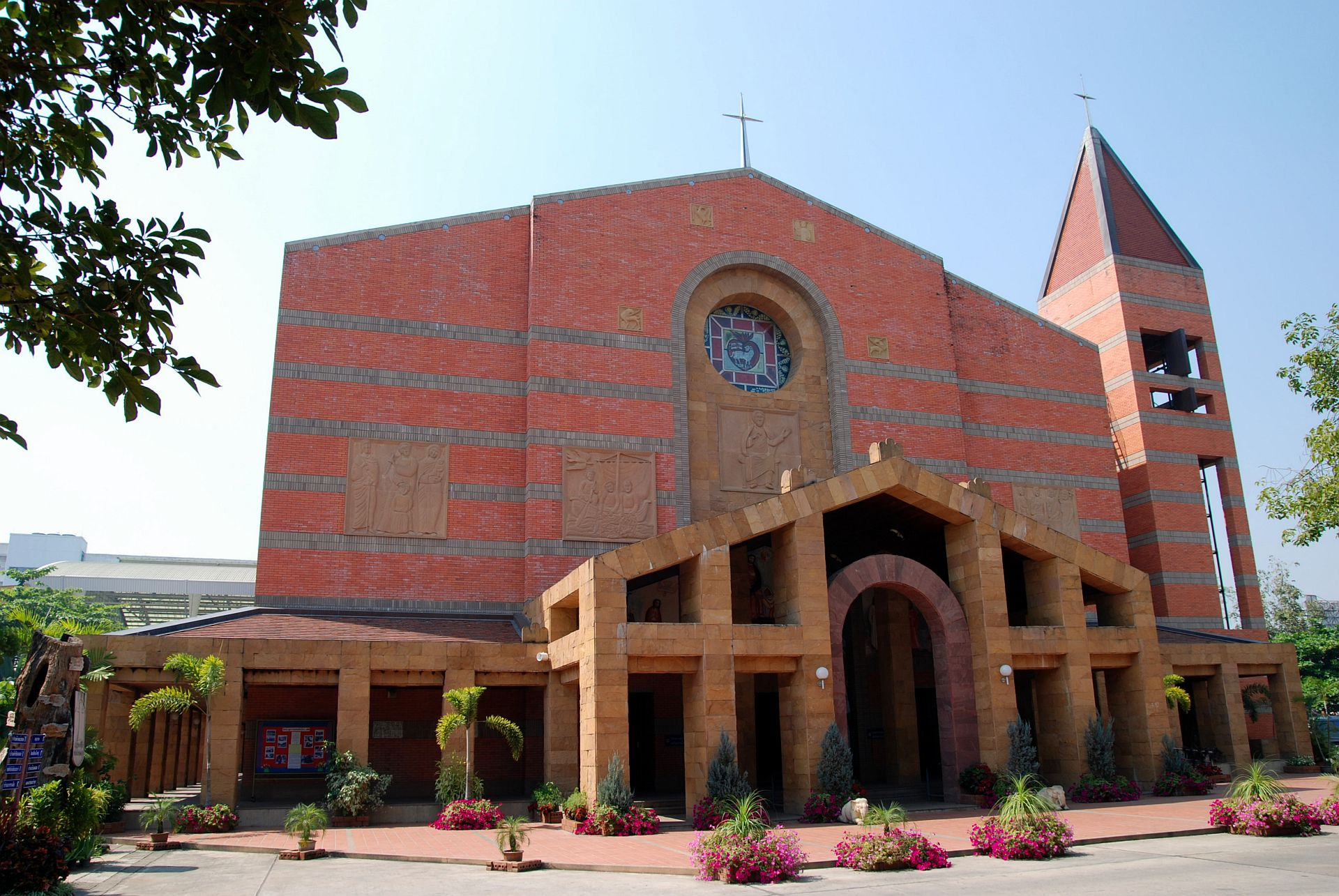
De Heilig Hartkathedraal van Chiang Mai

Het bisdom (rood) binnen Thailand

Het bisdom Chiang Mai (Latijn: Dioecesis Chiangmaiensis) is een rooms-katholiek bisdom met als zetel Chiang Mai in Thailand. Het is een suffragaan bisdom van het aartsbisdom Bangkok. Het bisdom werd opgericht in 1965.
In 2021 telde het bisdom 34 parochies. Het bisdom heeft een oppervlakte van 48.013 km² en omvat de provincies Chiang Mai, Mae Hong Son, Lamphun en Lampang, uitgezonderd het district Ngao. Het bisdom telde in 2021 55.601 katholieken op een totaal van 3.150.000 inwoners, 1,8% van de totale bevolking.
In 1959 werd de apostolische prefectuur Chieng-Mai opgericht en in 1965 werd dit een bisdom. In 1969 kreeg het bisdom zijn huidige naam. In 2018 werd het bisdom Chiang Rai afgesplitst.

## Bisschoppen
- Robert Ratna Bamrungtrakul (1975-1986)
- Joseph Sangval Surasarang (1986-2009)
- Francis Xavier Vira Arpondratana (2009-)

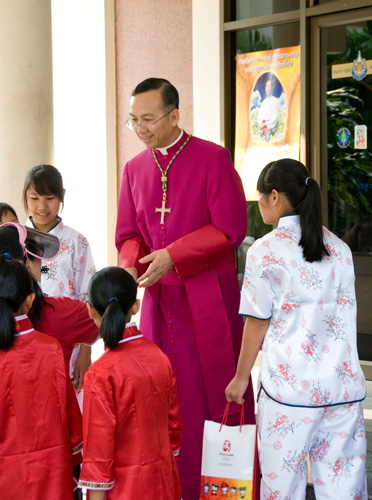
Francis Xavier Vira Arpondratana